# Приведа, Андрей Васильевич
Андрей Васильевич Приведа (род. 1 января 1986, Ольговка, Херсонская область) — украинский гребец, выступавший за сборную Украины по академической гребле в период 2007—2014 годов. Серебряный и дважды бронзовый призёр чемпионатов Европы, член украинской восьмёрки на летних Олимпийских играх в Лондоне.

## Биография
Андрей Приведа родился 1 января 1986 года в селе Ольговка Бериславского района Херсонской области Украинской ССР. Заниматься греблей начал в 2002 году, проходил подготовку в херсонском «Динамо».
Первого серьёзного успеха на международном уровне добился в сезоне 2004 года, когда вошёл в состав украинской национальной сборной и в зачёте распашных рулевых двоек одержал победу на юниорском чемпионате мира в Испании. Год спустя в восьмёрках на молодёжном мировом первенстве в Амстердаме стал шестым. Ещё через год на аналогичных соревнованиях в Бельгии получил в той же дисциплине бронзу.
Начиная с 2007 года выступал на взрослом уровне, в частности дебютировал на этапах Кубка мира, побывал на чемпионате Европы в Познани, где занял в восьмёрках четвёртое место.
На европейском первенстве 2008 года в Афинах ограничился участием в утешительном финале B.
В 2009 году в восьмёрках завоевал серебряную медаль на чемпионате Европы в Бресте, тогда как на чемпионате мира в Познани сумел отобраться только в финал B.
На чемпионате Европы 2010 года в Монтемор-у-Велью стал бронзовым призёром в восьмёрках, пропустив вперёд команды из Германии и Польши, в то время как на чемпионате мира в Карапиро был далёк от попадания в число призёров.
В 2011 году завоевал бронзовую медаль в восьмёрках на европейском первенстве в Пловдиве, при этом на чемпионате мира в Бледе попасть в число призёров не смог.
Благодаря череде удачных выступлений удостоился права защищать честь страны на летних Олимпийских играх 2012 года в Лондоне — в составе команды, куда также вошли гребцы Антон Холязников, Виктор Гребенников, Иван Тимко, Артём Мороз, Валентин Клецкой, Олег Лыков, Сергей Чиканов и рулевой Александр Коновалюк, отобрался в восьмёрках в утешительный финал B и расположился в итоговом протоколе соревнований на восьмой строке.
После лондонской Олимпиады Приведа остался в составе гребной команды Украины и продолжил принимать участие в крупнейших международных регатах. Так, в 2013 году он стартовал в восьмёрках на чемпионате Европы в Севилье, а в 2014 году был участником европейского первенства в Белграде.